# ランチア・ラリー037
ランチア・ラリー037（Lancia Rally 037 ）は、イタリアのランチアが製造したラリーカー。ベータ・モンテカルロをベースにアバルトが開発を担当し、ランチアブランドで1982年の世界ラリー選手権（WRC）に投入された。
正式な車名は単に「ランチア・ラリー」であるが、一般にはプロジェクトを指揮し、エンジン開発を担当したアバルトの開発コード「SE037」から「037ラリー」、もしくは「ラリー037」と呼ばれる。
四輪駆動（4WD）のラリーカーが時代の趨勢となる中で、ミッドシップエンジン・リアドライブ（MR）方式では最後のタイトル獲得車となった。

## 開発の経緯
ランチアは、当時フルタイム4WDの舗装路での優位性がまだ確立されていなかったことと、開発期間の短縮、ストラトスで培った技術の応用、整備性の良さなどから、MRレイアウトを採用した。
当時、ランチアには4WDを開発するだけの余力がなく、将来必要になる4WDの技術取得にも時間がかかることから、「グループB初年（1983年）は後輪駆動で参戦し、グラベルでは手堅くポイントを挙げつつターマックイベントでは必ず勝利し、上位を独占する」という戦略で臨んだとされる。ラリー037の開発ではストラトスの長所を生かしつつ、同車の欠点を可能な限りつぶすこと（ホイールベースの延長、エンジン出力特性の最適化等）に注力された。

## ストラダーレ
型式名はZLA151ARO。ベースとなったベータ・モンテカルロ（型式ZLA137ASO）が、元々はフィアットによる低価格帯ミッドシップスポーツクーペのひとつ（X1/20）として計画されていたため、本車種の型式もランチアの800番台ではなくフィアットの100番台が与えられている。
シャシの設計はジャンパオロ・ダラーラが担当し、生産もダラーラで行われた。キャビン部分のモノコックをベータ・モンテカルロから流用し、その前後にクロムモリブデン鋼の鋼管（チューブラー）を多用したトラス構造のスペースフレームを組み合わせている。
エンジンは、フェラーリのF1エンジン設計主任だったアウレリオ・ランプレディが設計し、1960年代のデビュー以来フィアットの主流となっていたDOHCユニットであり、フィアット・124・アバルトラリーとフィアット・131・アバルトラリーを経て熟成が進められてきた「ランプレディ・ユニット」をベースにアバルトが開発した。ベータ・モンテカルロは同ユニットを横置きに搭載していたが、ランチア・ラリーでは運動性向上のために縦置きに変更され、出力向上のために131で経験のあるアバルトが開発したルーツ式スーパーチャージャー（ヴォルメトリコ）が組み合わせられている。
ランチアにおける過給エンジンは、グループ5レーシングカーのストラトス・ターボやベータ・モンテカルロ・ターボで経験があったものの、高過給ターボエンジンの急激に立ち上がるトルク特性はラリーに向いていないとの判断から、ターボではなくスーパーチャージャーが選択された。
ボディデザインはベータ・モンテカルロ同様ピニンファリーナが担当し、ラリー目的に開発された車としては異例の流麗なデザインを持っている。
ストラダーレはコンペティツィオーネに改造された分を含め、全部で200台が製造されたものとされる。日本では当時のインポーターであるガレーヂ伊太利屋によってごく少数が輸入された。当時の車両本体価格は980万円。

## コンペティツィオーネ
グループBで競われるWRCに出場するために、ストラダーレをレース専用車に改造したものが「コンペティツィオーネ」と呼ばれる（FISAはエボリューションモデルと表現していた）。
WRCでのデビューは1982年の第5戦ツール・ド・コルスである。フルタイム4WDとターボエンジンで武装したアウディ・クワトロが台頭してきていた中、チェーザレ・フィオリオ率いるランチアは冬のラリー・モンテカルロのコースに塩を撒いたり、サンレモではスタート遅延を行うなど、レギュレーションの裏をかいた様々な手を駆使するとともに、ドライバーであるワルター・ロールの活躍も手伝い、モンテカルロとコルシカ、ギリシア、サンレモなどで勝利し、残り2戦を残して1983年にマニュファクチャラーズタイトルを獲得した。
次期マシンとなるデルタS4の開発が遅れたこともあって、ラリー037は1985年まで現役参戦したが、グループBはすでに限界を超えた危険な領域に踏み込みつつあり、ランチアも同年のツール・ド・コルスでアッティリオ・ベッテガが死亡する事故を起こしてしまった。
デルタS4開発遅延に伴う延命のため、シャシとボディの一部にカーボン・チタンなどを多用して軽量化を図った第2世代のエボリューションモデルが20台作られた。エンジンは排気量を2,111ccまで拡大し、大容量のスーパーチャージャーを使用して出力の向上を狙った。
1985年のサンレモ・ラリーを最後にワークスマシンとしての座をデルタS4に譲り、その後はプライベーターの手によって主にヨーロッパのラリーシーンを中心に活躍した。日本では1994年の全日本GT選手権（JGTC）第3戦富士スピードウェイに、レギュレーションに適合させたマシンがスポット参戦し、完走を果たした。

## 影響
ラリー037はその登場後、いくつかのミッドシップレイアウト・スポーツカーの開発に影響を与えた。1987年に発表・販売されたフェラーリ・F40にはその構造やセッティングに痕跡が見られ、ホンダ・NSXの開発責任者を務めた上原繁は後のテレビ番組のインタビューの中で「NSXの開発で最も参考にし、また影響された車は（販売戦略上の目標であったフェラーリ・328ではなく）ランチア・ラリーであった」ことに言及している。